# Nuncia tapanuiensis
Nuncia tapanuiensis is een hooiwagen uit de familie Triaenonychidae.